# Axel Roos
Axel Roos (Rodalben, 19 de agosto de 1964) é um ex-futebolista alemão que atuava como zagueiro e volante.
Desde 2007, Ross possui uma escola de futebol, que com os anos cresceu e ganhou maior projeção, revelando e desenvolvendo jovens atletas.

## Carreira
Axel Roos que fez sua carreira no 1. FC Kaiserslautern, único clube que atuou na carreira, com 358 jogos oficiais em quase 20 anos de profissional e quatro títulos conquistados.

## Títulos
1. FC Kaiserslautern
- Campeonato Alemão de Futebol: 1990–91
- Copa da Alemanha: 1989–90 e 1995–96[4]
- Supercopa da Alemanha: 1991